# Povinnost nosit účinnou ochranu dýchacích cest

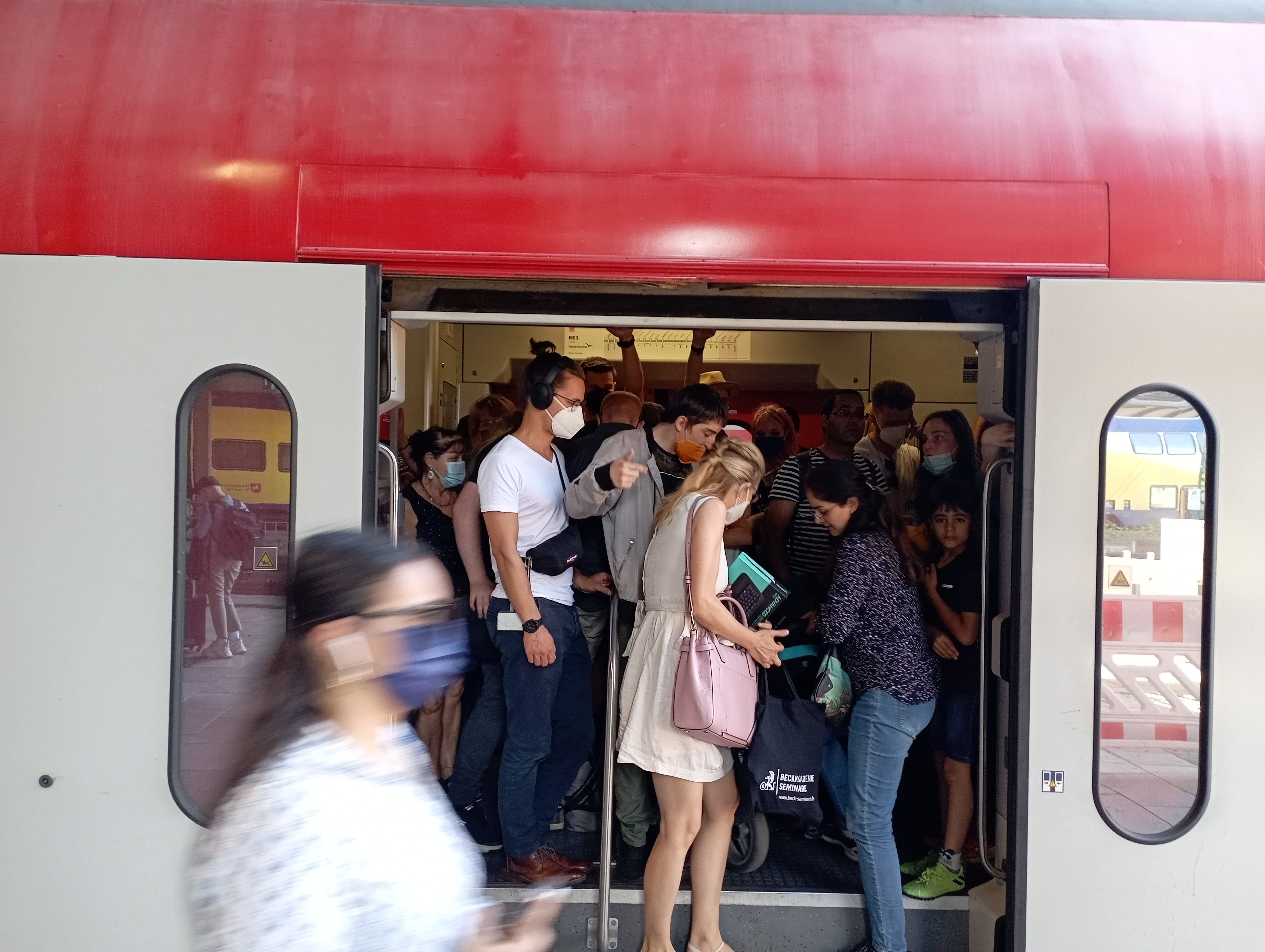
V Německu bylo nošení roušek ve veřejné dopravě (na rozdíl od Česka) povinné i v létě 2022

Povinnost nosit účinnou ochranu dýchacích cest, povinnost nosit účinnou ochranu nosu a úst nebo hovorově povinnost nosit roušky nebo respirátory byla povinnost, kterou česká vláda vyhlásila 19. března 2020 a která platila s přestávkami a v různých obměnách, týkajících se druhu ochrany, toho, kdo je povinen ji nosit, a míst, kde je třeba ji nosit, až do 5. května 2022. Tato povinnost byla vyhlášena i v mnoha jiných zemích.

## Vývoj ve světě a v ČR
Povinnost nosit tzv. účinnou ochranu dýchacích cest, kterou se rozuměla nejprve jakákoli, i doma ušitá ústenka neboli rouška nebo chirurgická ústenka, později jen respirátor třídy FFP-2 (N95) nebo tzv. nanorouška, tedy v Česku v květnu 2022 po zhruba dvou letech skončila (na rozdíl například od Německa, kde stále trvá). Hlavně zdravotníci používali i ochranné plastové štíty vyráběné za 3D tiskárnách, chránící je jednosměrně před nákazou. Česká soukromá firma Prusa Research sehrála během pandemie v Česku významnou roli, kdy takových obličejových štítů rozdala zdravotníkům a dalším profesionálům skoro 200 000.

## Účel
Nošení ochranných pomůcek mělo zpomalit šíření epidemie onemocnění covid-19, které se nejdříve objevilo v čínské provincii Chu-pej (s hlavním městem Wu-chan) v prosinci roku 2019.

## Kritika a kontroverze
Bylo kritizováno mj. opakované používání jednorázových masek, jelikož se v nich mohou zachycovat a množit choroboplodné zárodky.
Odpůrci nošení roušek nebo recesisté používali jako účinnou ochranu dýchacích cest například roušky vyrobené ze síťoviny nebo jiné více nebo méně evidentně nefunkční předměty. Argumentovali údajně neprokázaným vlivem roušek na šíření choroby, případně zdravotními riziky, která mají z nošení plynout, případně omezením osobní svobody, nezákonností vyžadování nošení roušek nebo reálnou nemožností nosit roušku nasazenou dlouhé hodiny na obličeji v některých provozech.

## Jazyková poznámka
Roušky a respirátory se v některých jazycích označují (na rozdíl od češtiny, kde se mluví nejčastěji o rouškách nebo respirátorech) primárně jako masky (angličtina: mask, němčina: Maske, španělština: mascarilla). V češtině se jim posměšně nebo žertovně říkalo také náhubky.